# Брюйер, Жозеф
Жозеф Брюйер (нидерл. Joseph Bruyère; род. 5 октября 1948,  Маастрихт,  Нидерланды) — бельгийский профессиональный шоссейный велогонщик в 1970-1980 годах. Двукратный победитель классической однодневной велогонки Льеж — Бастонь — Льеж (1976, 1978).

## Достижения
1969
1-й Flèche ardennaise
1970
1-й — Этап 3 (КГ) Тур де Франс
2-й Trophée des grimpeurs
2-й Flèche hesbignonne-Cras Avernas
2-й Tour du Condroz
8-й Чемпионат Цюриха
10-й Брабантсе Пейл
1971
1-й — Пролог (КГ) Критериум Дофине
4-й Омлоп Хет Ниувсблад
5-й Милан — Сан-Ремо
7-й Льеж — Бастонь — Льеж
1972
1-й — Этапы 3b (КГ) и 19 Тур де Франс
1973
3-й Гран-при Фурми
5-й Париж — Брюссель
5-й Кубок Уго Агостони
6-й Гран-при Наций
1974
1-й Омлоп Хет Ниувсблад
1-й — Пролог Париж — Ницца (вместе с Эдди Мерксом)
1-й — Этап 6b (КГ) Тур де Франс
3-й Сассари — Кальяри
1975
1-й Омлоп Хет Ниувсблад
1-й Тур Средиземноморья — Генеральная классификация
1-й — Этап 1 Неделя Каталонии
3-й Амстел Голд Рейс
5-й Милан — Сан-Ремо
5-й Брабантсе Пейл
8-й  Париж — Ницца — Генеральная классификация
8-й  Гран-при кантона Аргау
9-й  Leeuwse Pijl
1976
1-й Льеж — Бастонь — Льеж
1-й Дрёйвенкурс Оверейсе
1-й — Этап 22 (ИГ) Джиро д’Италия
1-й — Пролог (КГ) Тур Романдии
7-й Тур Бельгии — Генеральная классификация
1977
2-й Чемпионат Бельгии — Групповая гонка
2-й Неделя Каталонии — Генеральная классификация
1-й — Этап 1
3-й Tour du Condroz
4-й  Париж — Ницца — Генеральная классификация
7-й  Тур дю От-Вар — Генеральная классификация
10-й Льеж — Бастонь — Льеж
1978
1-й Льеж — Бастонь — Льеж
1-й Tour du Condroz
2-й Тур Средиземноморья — Генеральная классификация
4-й Тур де Франс  — Генеральная классификация
8-й Tour de l'Aude
9-й Супер Престиж Перно
10-й Флеш Валонь
1980
1-й Омлоп Хет Ниувсблад

## Статистика выступлений

### Гранд-туры
| Гранд-тур                 | 1970 | 1971 | 1972 | 1973 | 1974 | 1975 | 1976 | 1977 | 1978 |
| ------------------------- | ---- | ---- | ---- | ---- | ---- | ---- | ---- | ---- | ---- |
| Джиро д’Италия            | —    | —    | 53   | 21   | 52   | —    | 23   | —    | —    |
| Тур де Франс              | 50   | 60   | 26   | —    | 21   | —    | —    | НФ   | 4    |
| (c 2010 ) Вуэльта Испании | —    | —    | —    | 30   | —    | —    | —    | —    | —    |

| —  | Не участвовал  |
| НФ | Не финишировал |